# Windows Vista
Windows Vista är ett operativsystem för persondatorer. Operativsystemet hann spridas till 100-miljontals användare innan det ersattes av Windows 7 i slutet av 2009. 
Windows Vista utvecklades under arbetsnamnet Longhorn åren 2002-2004 först igenom Windows XP. Dock så smälte inte Vista in så lyckat med XP och 2004 uttalade sig Microsoft att projektet hade "kraschat i marken" och så började man om utvecklingen för att bygga på Windows Server 2003. Det visade sig att Vista smälte in bättre med Server 2003, så utvecklingen fortsatte.
Windows Vista lanserades som uppföljaren till Windows XP. Microsoft höll flera stora kampanjer för att försöka få användarna att överge Windows XP - men när flera stora datortillverkare slutade sälja datorer med det nya Vista installerat insåg Microsoft situationens allvar och tog fram en uppföljare, Windows 7, som mottogs betydligt trevligare av datortillverkare och kunderna. Windows Vista blev stabilare med Service Pack 1 och 2.
Operativsystemet var färdigutvecklat 1 november 2006 och släpptes för privatpersoner 30 januari 2007. Windows Vistas uppföljare heter Windows 7 och släpptes hösten 2009.

## Historia
Windows Vista började utvecklas från juli 2002, då första bygget av Windows Longhorn påbörjades. Planerna var att Windows Longhorn skulle efterträda Windows XP i oktober 2003 (men då Windows XP blev så framgångsrikt behövdes inte XP ersättas så snabbt längre). 
Windows Longhorn byggde vidare på Windows XP-kärnan och dess Shell för att föra båda operativsystemen närmare varandra. 
I februari 2003 trodde man snart att man hade den färdiga produkten. Men när Windows server 2003 släpptes april 2003 uttalade Microsoft sig om att Windows Longhorn hade "kraschat i marken" för att de ännu inte hade en tidig fokus på en slutprodukt och att lanseringen därför senarelagts. Dessutom visade sig Windows XP bli framgångsrikt så att släppa en efterträdare till Windows XP så kort efter det att XP släpptes hade inte varit lämpligt. 
Man fattade beslut om att förändra hela utvecklingen av "Longhorn" och de började i september 2004 bygga ett nytt operativsystem baserat på Windows Server 2003-kärnan och dess Shell. Detta medförde istället att klyftan ökade emellan Vista och XP. Men därefter smälte Vista in bättre med Server 2003. Beta 1 släpptes sommaren 2005 och den färdiga produkten Windows Vista lanserades 2007.
Windows Vista utvecklades av 8 000 designers, programmerare och testkörare till en uppskattad kostnad av 10 miljarder amerikanska dollar. En av orsakerna till genomförande av det hela var den ökande konkurrensen från öppen programvara som mottagit ökat stöd från många stora företag för att skapa ett alternativ till Windows.

## Nyheter
- Ökad säkerhet: enligt Microsoft den främsta nyheten jämfört med föregångaren Windows XP.
- Föräldrafilter: föräldrar ges möjlighet att begränsa vilka webbsidor deras barn kan besöka. Det går även att blockera program och spel med barnförbjudet innehåll.
- Nya datorspel: Chess Titans, Mahjong Titans och Purble Place.
- Nya teckensnitt, särskilt designade för användning med ClearType.
- Funktionen Taligenkänning. (stödjer inte svenska)
- Windows Aero: det nya användargränssnittet. Aero Glass innehåller avancerade 3D-effekter, vektorgrafik samt genomskinliga fönster. För datorer som inte uppfyller minimumkraven finns Aero Express utan transparenta menyer och fönster och Windows klassisk (engelska Windows Classic), som påminner om tidigare Windows-versioner än Windows XP.
- Windows Kalender: nytt kalenderprogram.
- Windows Defender: inbyggt program för att ta bort spionprogram.
- Windows DVD-bränning: program för att skapa egna DVD-skivor. (Medföljer Home Premium, Ultimate och Business).
- Windows Internet Explorer 7: med nyheter som flikar, stöd för RSS och förbättrade utskriftsmöjligheter.
- Windows Mail: e-postklient som ersätter Outlook Express.
- Windows Media Center: inbyggd funktionalitet från Windows XP Media Center med vissa ändringar. (Medföljer enbart Home Premium och Ultimate).
- Windows Media Player 11: med stöd för musikdelning. Vista-versionen har genomskinlighet, men inte för Windows XP.
- Windows Mötesrum: ersättare till NetMeeting.
- Windows Mobilitetscenter: ny kontrollpanel för bärbara datorer.
- Windows Fotogalleri: Microsofts motsvarighet till Iphoto i Mac OS X.
- Windows Sök: Start Search (eller Instant Search), kraftigt förbättrad sökfunktion som återfinns under Start-menyn och i alla fönster och vissa dialogrutor.
- Windows Sidpanel: Windows Sidebar, en ny panel på högersidan av skrivbordet, där användaren kan lägga in gadgets.
- Windows Ultimate Extras: Användare av Vista Ultimate erbjuds exklusiva program, funktioner och tillägg för operativsystemet, exempelvis DreamScene som låter användare av Windows Vista Ultimate använda ett filmklipp som bakgrundsbild.
- Virtuella mappar: påminner om funktionen smarta mappar i Apples Mac OS.
- .NET Framework 3.0

Dessutom tillkom en rad verktyg för administratörer, möjligheter att hårdstyra användarrättigheter, ett nytt format på bildfiler (WIM), verktyg för att kontrollera hårdvara (PE) och kompatibilitet på icke standardiserad mjukvara (ACT) ökat grafiskt stöd i konsolverktyget (MMC 3), nya diagnosverktyg, schemaläggare, nytt stöd för fjärrscript (WS-Management)

## Utvecklarteknologier
- Windows Presentation Foundation, tidigare känd under arbetsnamnet Avalon, presentationssystem.
- Windows Communication Foundation, tidigare känd under arbetsnamnet Indigo, den nya programmeringsmodellen för länkade system som bland annat kan användas för att förenkla utvecklingen av webservices.
- Windows Workflow Foundation, ett ramverk för att integrera funktioner för arbetsflöden.

## Versioner
Microsoft meddelade i februari 2006 att Windows Vista skulle finnas i sex versioner. Alla versioner fanns tillgängliga både för 32-bitars x86-processorer och 64-bitars x64-processorer, undantaget Windows Vista Starter Edition som endast fanns tillgänglig som 32-bitarsversion.
| Utgåva                             | Beskrivning |
| ---------------------------------- | --- |
| Windows Vista Starter Edition      | Endast tillgängligt i U-länder, i stil med Windows XP Starter Edition. Stödjer endast enklare 32-bitars processorer.                                               |
| Windows Vista Home Basic Edition   | Version för hemanvändare med endast grundläggande krav. Innehåller ej Windows Aero. Motsvarar Windows XP Home Edition                                              |
| Windows Vista Home Basic Edition N | Version utan Windows Media Player. Endast tillgänglig i Europa |
| Windows Vista Home Premium Edition | Version för de flesta hemanvändare. Motsvarar Windows XP Media Center Edition.                                                                                     |
| Windows Vista Business Edition     | Version för företag och expertanvändare. Motsvarar Windows XP Professional                                                                                         |
| Windows Vista Business Edition N   | Version utan Windows Media Player. Endast tillgänglig i Europa |
| Windows Vista Ultimate Edition     | Version med alla samlade funktioner från Home Premium, Business och Enterprise. Inkluderade även specialnedladdningar i form av Windows Ultimate Extras.           |
| Windows Vista Enterprise Edition   | Endast för företag. Har funktioner som BitLocker, säker uppstart och flerspråkigt gränssnitt. Kunde ej köpas i butik, utan levererades endast med nya datorsystem. |

## Systemkrav
|                 | Vista Starter         | Vista Home Basic                                    | Vista Home Premium                                                                                          |
| --------------- | --------------------- | --------------------------------------------------- | --- |
| Processor       | 800 MHz x86           | 800 MHz x86 för 32-bit. och 800 MHz x64 för 64-bit. | 1 GHz x86 för 32-bit. och 1 GHz x64 för 64-bit.                                                             |
| Minne           | 256 MB RAM (max 1 GB) | 512 MB RAM för 32-bit. och 1 GB RAM för 64-bit.     | 1 GB RAM för 32-bit. och 2 GB RAM för 64-bit.                                                               |
| Grafikkort      | Super VGA-kompatibelt | DirectX 9-kompatibel                                | DirectX 9-kompatibel GPU med Hardware Pixel Shader v2.0 och stöd för WDDM                                   |
| Grafikminne     | 32 MB RAM             | 64 MB RAM                                           | 128 MB RAM ger stöd för 1920x1200, 256 MB RAM ger stöd för 2048x1536 och 512 MB RAM ger stöd för 2560x1600. |
| Hårddisk        | 15 GB (max 250 GB)    | 30 GB                                               | 40 GB |
| Optiska enheter | CD-ROM eller DVD-ROM  | CD-ROM eller DVD-ROM                                | DVD-ROM |

Observera att systemkraven för Windows Vista-versionerna ovan är de som Microsoft rekommenderar och får anses som minimikrav.

## Service pack
Ett Service Pack är en samling uppdateringar som tillför operativsystemet nya funktioner och allt relevant från uppdateringstjänsten Windows Update och nya Microsoft Update är också inkluderat. Tidigare Service Packs behövde installeras för att installera senaste versionen.

### Service Pack 1
Service Pack 1 (SP1) till Windows Vista släpptes 4 februari 2008 för testare och blev tillgänglig för alla Windows Vista-användare genom Windows Update och Download Center 18 mars 2008. Servicepaketet fokuserade på prestanda och åtgärdande av buggfixar speciellt efter kritiken på den långsamma filhanteringen i Vista.

### Service Pack 2
Service Pack 2 (SP2) till Windows Vista släpptes på svenska 3 juli 2009.
Följande funktioner finns i Vista SP2:
- Windows Search 4.0 för snabbare och förbättrad sökning (tillgänglig för SP1 som uppdatering).
- Bluetooth 2.1 för att använda senaste teknologin.
- Möjlighet att bränna data på Blu-Ray-skivor i Windows Vista.
- Windows Connect Now (WCN) för att förenkla Wi-Fi-inställningar.
- Aktivera filsystemet exFAT för att stöda UTC-tidsstämplar som tillåter korrekt filsynkronisering mellan tidszoner.

## Kritik
Ett av de mest återkommande klagomålen omfattade integration av Digital Rights Management-tekniker i operativsystemet, närmare bestämt HDCP (High-Bandwidth Digital Content Protection) som är en teknik som används för att kontrollera digitala videosignaler.
Windows Vista har även fått kritik för att dra ner datorns prestanda markant; och systemkraven har även de kritiserats för att vara grovt underskattade. 
Ett annat vanligt klagomål gällde funktionen Windows Ultimate Extras. Windows Ultimate Extras är en funktion i Ultimate-versionen av Windows Vista som marknadsfördes som regelbundna nedladdningar i syfte att förbättra operativsystemet. Man utlovade specialprogram, spel, teman m.m.
När endast kortspelet Texas Hold' Em, förbättringar i BitLocker och EFS samt ett antal språkpaket släpptes rasade användarna och flera har till och med krävt pengarna tillbaka för detta. 
Microsoft släppte sedermera ytterligare några Ultimate Extras; spelet Microsoft Tinker och programmet DreamScene, som möjliggjorde användning av en video som skrivbordsbakgrund.
Scott Spanbauer på PCWorld menade också att det grafiska användargränssnittet i Windows Vista, Aero Glass, påminde om Aqua-gränssnittet i Mac OS, framförallt beträffande utformningen av ikoner och visuella effekter. Paul Thurrott, som driver webbsajten WindowsITPro, gjorde liknande kommentarer när han granskade build 5308, där han bland annat påstod att vissa av de nya applikationerna "förefaller ha ett direkt inflytande av existerande applikationer i Mac OS" .